# Strategia del ragno
A Estratégia da Aranha (em italiano:  Strategia del Ragno) é um filme de Bernardo Bertolucci de 1970, considerado por muitos o seu melhor filme, apesar de ser feito para a RAI uma rede de televisão italiana.[carece de fontes?]

## Sinopse
O filme é inspirado em um livro do autor argentino Jorge Luís Borges que se passava originalmente na Irlanda. O filme conta a história de Athos Magnani, um italiano que teve o pai morto por fascistas a mando de Benito Mussolini, o filho (Athos) então começa a querer desvendar a história que saber qual o real motivo da morte do pai, mas para isso terá que revelar suas estratégias e desembaralhar as teias de mentiras, daí o título A Estratégia da Aranha.

## Ficha Técnica
- Direcção: Bernardo Bertolucci
- Roteiro: Jorge Luís Borges, Bernado Bertolucci, Eduardo de Gregorio e Marilù Parolini
- Elenco: Giulio Brogi, Alida Valli, Pippo Campanini, Franco Giovanelli, Tino Scotti, Allen Midgette

## Curiosidade
É o segundo filme do famoso vencedor de três Oscar®, o diretor de fotografia Vittorio Storaro.